# Michail Aljosjin
Michail Petrovitj Aljosjin (ryska: Михаил Петрович Алёшин), född 22 maj 1987 i Moskva, Sovjetunionen, är en rysk racerförare.

## Racingkarriär
Aljosjin har tävlat i bland annat GP2 Series och Formula Renault 3.5 Series. 2008 blev han femma i Formula Renault 3.5 Series och 2010 är han med i kampen om titeln. Han tävlade däremellan i FIA Formula Two Championship 2009 och slutade totalt trea.

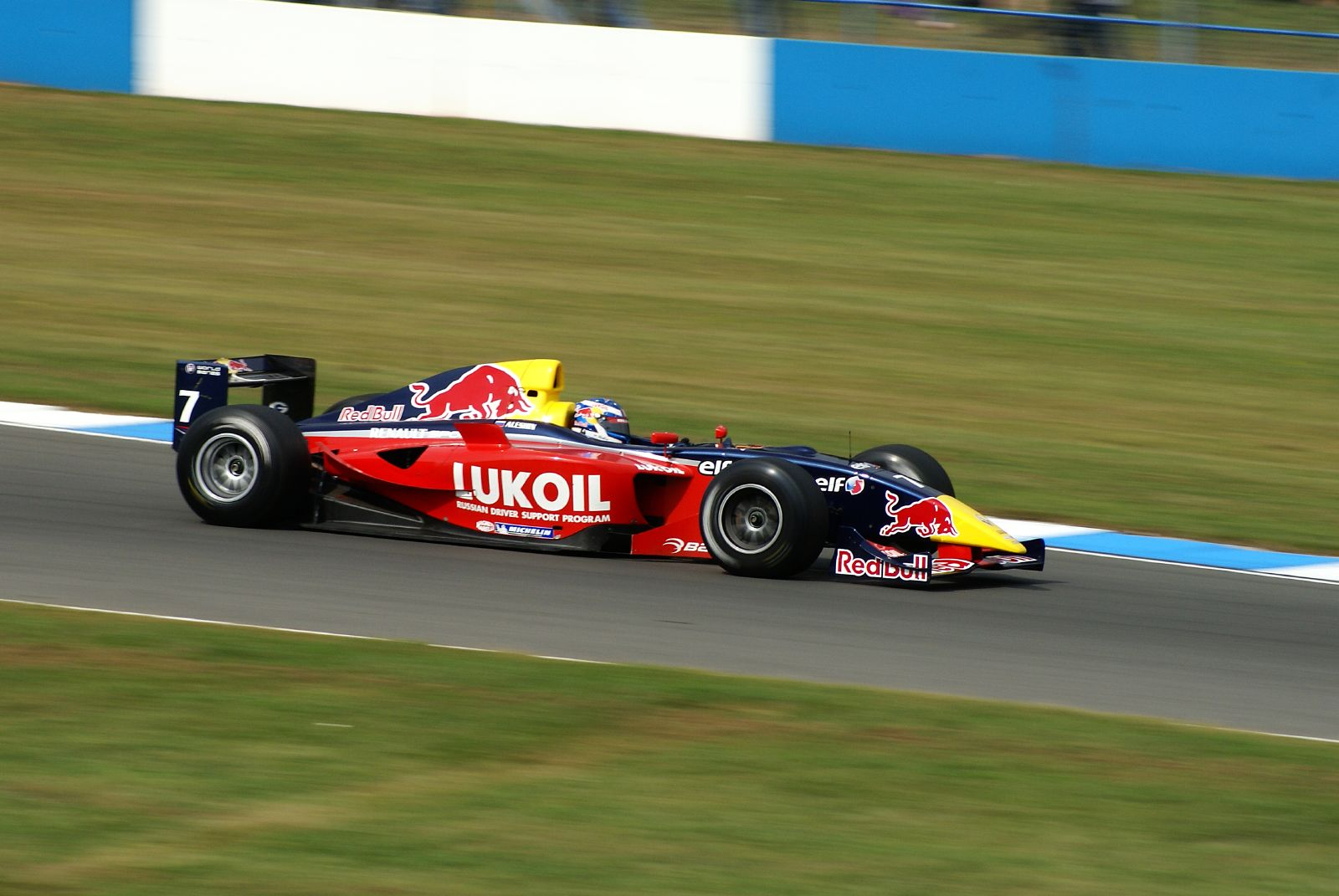
Michail Aljosjin under ett lopp i Formula Renault 3.5 Series, 2007.